# Steve Jobs (film)
A Steve Jobs (eredeti cím: Steve Jobs) 2015-ben bemutatott amerikai életrajzi dráma, melyet Danny Boyle rendezett, forgatókönyvét Danny Boyle és Aaron Sorkin írta. A főszereplők Michael Fassbender, Kate Winslet, Seth Rogen és Jeff Daniels.
Az Amerikai Egyesült Államokban első ízben 2015. szeptember 5-én mutatták be a Telluride Filmfesztiválon, majd korlátozott kiadásban kezdték el vetíteni október 9-én Los Angelesben. Az országos premier 2015. október 23-án volt. A Magyarországon 2016. január 14-én mutatták be, magyar szinkronnal a UIP Duna forgalmazásában.
A film pozitív értékeléseket kapott a kritikusoktól. A Metacritic oldalán a film értékelése 82% a 100-ból, ami 45 véleményen alapul. A Rotten Tomatoeson a Steve Jobs 85%-os minősítést kapott, 227 értékelés alapján.

## Szereplők
| Színész | Szerep           | Magyar hang    | Leírás                                |
| --- | ---------------- | -------------- | ------------------------------------- |
| Michael Fassbender | Steve Jobs       | Fekete Ernő    | az Apple Inc. társalapítója           |
| Seth Rogen | Steve Wozniak    | Fesztbaum Béla | az Apple és az Aplle II megalapítója  |
| Jeff Daniels | John Sculley     | Máté Gábor     | az elnök-vezérigazgatója 1983-93.     |
| Kate Winslet | Joanna Hoffman   | Ónodi Eszter   | az Apple és a NeXT marketing vezetője |
| Michael Stuhlbarg | Andy Hertzfeld   | Elek Ferenc    | az eredeti Mac csapat tagja           |
| Katherine Waterston | Chrisann Brennan | Balsai Móni    | Jobs egykori barátnője                |
| John Ortiz | Joel Pforzheimer | Jakab Csaba    | újságíró                              |
| További magyar hangok |                  |                |                                       |
| Czető Zsanett, Szűcs Anna Viola, Azurák Zsófia, Madarász Éva, Tarján Péter, Karácsonyi Zoltán, Azurák Csaba, Bárány Virág, Bognár Tamás, Bordi András, Csuha Lajos, Endrédi Máté, Epres Attila, Farkas Zita, Fehér Péter, Fehérváry Márton, Forgács Gábor, Hám Bertalan, Hegedüs Miklós, Horváth-Töreki Gergely, Imre István, Kis-Kovács Luca, Kocsis Mariann, Kossuth Gábor, Láng Balázs, Mohácsi Nóra,Pachmann Péter, Schmidt Andrea, Seder Gábor, Seres Dániel, Szalóczi Pál, Szórádi Erika, Szrna Krisztián, Téglás Judit, Törtei Tünde, Zahorán Adrienne. |                  |                |                                       |

## Díjak és jelölések
- Golden Globe-díj (2016) - Legjobb női mellékszereplő: Kate Winslet
- Golden Globe-díj (2016) - Legjobb forgatókönyv: Aaron Sorkin
- BAFTA-díj (2016) - Legjobb női mellékszereplő jelölés: Kate Winslet
- BAFTA-díj (2016) - Legjobb adaptált forgatókönyv jelölés: Aaron Sorkin
- BAFTA-díj (2016) - Legjobb férfi alakítás jelölés: Michael Fassbender
- Golden Globe-díj (2016) - Legjobb filmzene jelölés: Daniel Pemberton
- Golden Globe-díj (2016) - Legjobb színész - drámai kategória jelölés: Michael Fassbender